# Bruce Greenwood
Stuart Bruce Greenwood (født 12. august 1956 i Rouyn-Noranda, Quebec) er en canadisk filmskuespiller kendt for sine roller blandt andet i I, Robot, The Core, Déjà Vu, Thirteen Days (hvor han spillede den amerikanske præsident John F. Kennedy), Capote samt de to familiefilm Eight Below og Firehouse Dog. Han havde en mindre rolle i komediefilmen Dinner for Schmucks fra 2010.
Han har også haft prominente roller i prisvindende film som Exotica og The Sweet Hereafter som begge blev instrueret af den canadiske instruktør Atom Egoyan. Greenwood deltog også i ungdomskultfilmen The Malibu Bikini Shop fra 1986 og Mee-Shee: The Water Giant. I TV har Greenwood haft roller i St. Elsewhere som doktor Seth Griffin i perioden 1986 til 1988, i Knots Landing som Pierce Lawton mellem 1991 og 1992 samt Nowhere Man som Thomas Veil i 1995 til 1996.
Han medvirkede i Deadwood under navnet John from Cincinnati i hovedrollen.

## Filmografi
- Devil's Knot (2013)
- The Post (2017)

Denne liste er ufuldstændig; hjælp gerne med at udfylde den.